# Campeonato Mundial de Esqui Estilo Livre de 2021 - Big air masculino
A prova do big air masculino do Campeonato Mundial de Esqui Estilo Livre de 2021 foi realizada nos dias 15 e 16 de março na cidade de Aspen nos Estados Unidos. 

## Medalhistas
| Ouro                   | Prata                    | Bronze           |
| Oliwer Magnusson (SWE) | Édouard Therriault (CAN) | Kim Gubser (SUI) |

## Resultados

### Qualificação
Um total de 47 esquiadores participaram da competição.  Os 6 melhores de cada bateria avançaram para a final. 
Bateria 1
| Colocação | Bib | Ordem de descida | Nome               | Nacionalidade            | Descida 1 | Descida 2 | Melhor | Notas |
| --------- | --- | ---------------- | ------------------ | ------------------------ | --------- | --------- | ------ | ----- |
| 1         | 16  | 20               | Oliwer Magnusson   | Suécia                   | 95.25     | 32.25     | 95.25  | Q     |
| 2         | 4   | 4                | Mac Forehand       | Estados Unidos           | 91.00     | 94.25     | 94.25  | Q     |
| 3         | 1   | 2                | Andri Ragettli     | Suíça                    | 92.25     | 93.00     | 93.00  | Q     |
| 4         | 9   | 3                | Jesper Tjäder      | Suécia                   | 84.25     | 92.00     | 92.00  | Q     |
| 5         | 30  | 17               | Édouard Therriault | Canadá                   | 81.25     | 91.25     | 91.25  | Q     |
| 6         | 53  | 6                | Thibault Magnin    | Espanha                  | 90.25     | 90.50     | 90.50  | Q     |
| 7         | 8   | 5                | Lukas Müllauer     | Áustria                  | 89.50     | 25.50     | 89.50  |       |
| 8         | 11  | 19               | Henrik Harlaut     | Suécia                   | 88.75     | 27.25     | 88.75  |       |
| 9         | 5   | 1                | Colby Stevenson    | Estados Unidos           | 87.25     | 24.00     | 87.25  |       |
| 10        | 26  | 25               | Ralph Welponer     | Itália                   | 78.25     | 86.50     | 86.50  |       |
| 11        | 21  | 21               | Ferdinand Dahl     | Noruega                  | 80.50     | 73.00     | 80.50  |       |
| 12        | 25  | 13               | Tyler Harding      | Reino Unido              | 79.75     | 31.75     | 79.75  |       |
| 13        | 34  | 16               | Ben Barclay        | Nova Zelândia            | 77.25     | 48.75     | 77.25  |       |
| 14        | 37  | 18               | Julius Forer       | Áustria                  | 75.75     | 75.75     | 75.75  |       |
| 15        | 12  | 14               | Christian Nummedal | Noruega                  | 74.75     | 27.75     | 74.75  |       |
| 16        | 33  | 23               | Nils Rhyner        | Suíça                    | 16.00     | 74.50     | 74.50  |       |
| 17        | 38  | 9                | Gen Fujii          | Japão                    | 67.00     | 74.25     | 74.25  |       |
| 18        | 29  | 10               | Taisei Yamamoto    | Japão                    | 73.50     | 72.75     | 73.50  |       |
| 19        | 17  | 7                | Max Moffatt        | Canadá                   | 63.00     | 68.25     | 68.25  |       |
| 20        | 41  | 24               | David Zehentner    | Alemanha                 | 60.00     | 60.25     | 60.25  |       |
| 21        | 42  | 15               | Harry Wright       | Reino Unido              | 12.00     | 58.00     | 58.00  |       |
| 22        | 49  | 12               | Mateo Bonacalza    | Argentina                | 56.75     | 11.50     | 56.75  |       |
| 23        | 46  | 8                | Dmitrii Makarov    | Federação Russa de Esqui | 18.25     | 34.50     | 34.50  |       |
| 24        | 50  | 11               | Bailey Johnson     | Austrália                | DNS       | DNS       | DNS    | DNS   |
| 24        | 45  | 22               | Miika Virkki       | Finlândia                | DNS       | DNS       | DNS    | DNS   |

Bateria 2
| Colocação | Bib | Ordem de descida | Nome               | Nacionalidade            | Descida 1 | Descida 2 | Melhor | Notas |
| --------- | --- | ---------------- | ------------------ | ------------------------ | --------- | --------- | ------ | ----- |
| 1         | 3   | 4                | Birk Ruud          | Noruega                  | 96.00     | 49.25     | 96.00  | Q     |
| 2         | 2   | 3                | Alex Hall          | Estados Unidos           | 93.75     | 95.25     | 95.25  | Q     |
| 3         | 13  | 18               | Evan McEachran     | Canadá                   | 94.50     | 92.25     | 94.50  | Q     |
| 4         | 14  | 22               | Kim Gubser         | Suíça                    | 93.00     | 91.00     | 93.00  | Q     |
| 5         | 6   | 1                | Antoine Adelisse   | França                   | 92.25     | 26.00     | 92.25  | Q     |
| 6         | 24  | 11               | Sebastian Schjerve | Noruega                  | 91.00     | 27.25     | 91.00  | Q     |
| 7         | 7   | 5                | Teal Harle         | Canadá                   | 90.00     | 87.00     | 90.00  |       |
| 8         | 27  | 24               | Timothé Sivignon   | França                   | 87.50     | 53.75     | 87.50  |       |
| 9         | 10  | 2                | James Woods        | Reino Unido              | 87.00     | 79.25     | 87.00  |       |
| 10        | 39  | 20               | Simo Peltola       | Finlândia                | 80.00     | 86.50     | 86.50  |       |
| 11        | 36  | 14               | Kuura Koivisto     | Finlândia                | 48.50     | 86.00     | 86.00  |       |
| 12        | 32  | 23               | Hannes Rudigier    | Áustria                  | 47.00     | 85.50     | 85.50  |       |
| 13        | 18  | 8                | Finn Bilous        | Nova Zelândia            | 66.50     | 85.25     | 85.25  |       |
| 14        | 31  | 10               | Vincent Maharavo   | França                   | 75.50     | 84.00     | 84.00  |       |
| 15        | 44  | 13               | Leonardo Donaggio  | Itália                   | 82.25     | 83.50     | 83.50  |       |
| 16        | 19  | 26               | Javier Lliso       | Espanha                  | 81.00     | 26.25     | 81.00  |       |
| 17        | 35  | 21               | Dmitrii Mulendeev  | Federação Russa de Esqui | 16.25     | 80.00     | 80.00  |       |
| 18        | 43  | 15               | Chris McCormick    | Reino Unido              | 78.25     | 51.50     | 78.25  |       |
| 19        | 48  | 7                | Vincent Veile      | Alemanha                 | 76.75     | 73.25     | 76.75  |       |
| 20        | 47  | 9                | Luca Harrington    | Nova Zelândia            | 72.50     | 76.25     | 76.25  |       |
| 21        | 51  | 17               | Francisco Salas    | Chile                    | 67.75     | 67.25     | 67.75  |       |
| 22        | 79  | 6                | Cody Laplante      | Estados Unidos           | 63.75     | 63.25     | 63.75  |       |
| 23        | 23  | 19               | Colin Wili         | Suíça                    | 58.75     | 54.00     | 58.75  |       |
| 24        | 28  | 25               | Samuel Baumgartner | Áustria                  | 38.50     | 25.25     | 38.50  |       |
| 25        | 40  | 12               | Gus Kenworthy      | Reino Unido              | DNS       | DNS       | DNS    | DNS   |
| 25        | 52  | 16               | Aleksi Patja       | Finlândia                | DNS       | DNS       | DNS    | DNS   |

### Final
A final foi iniciada no dia 16 de março às 10h00. 
| Colocação         | Bib | Ordem de descida | Nome               | Nacionalidade  | Descida 1 | Descida 2 | Descida 3 | Total  |
| ----------------- | --- | ---------------- | ------------------ | -------------- | --------- | --------- | --------- | ------ |
| Medalha de ouro   | 16  | 11               | Oliwer Magnusson   | Suécia         | 94.25     | 87.00     | 91.00     | 185.25 |
| Medalha de prata  | 30  | 3                | Édouard Therriault | Canadá         | 89.50     | 85.50     | 93.50     | 183.00 |
| Medalha de bronze | 14  | 6                | Kim Gubser         | Suíça          | 91.00     | 89.75     | 38.50     | 180.75 |
| 4                 | 4   | 9                | Mac Forehand       | Estados Unidos | 88.00     | 21.75     | 92.00     | 180.00 |
| 5                 | 13  | 8                | Evan McEachran     | Canadá         | 78.50     | 88.25     | 90.50     | 178.75 |
| 6                 | 1   | 7                | Andri Ragettli     | Suíça          | 92.00     | 79.25     | 28.75     | 171.25 |
| 7                 | 2   | 10               | Alex Hall          | Estados Unidos | 22.00     | 86.00     | 80.75     | 166.75 |
| 8                 | 24  | 2                | Sebastian Schjerve | Noruega        | 52.25     | 87.25     | 77.00     | 164.25 |
| 9                 | 53  | 1                | Thibault Magnin    | Espanha        | 44.00     | 50.25     | 62.25     | 112.50 |
| 10                | 9   | 5                | Jesper Tjäder      | Suécia         | 85.00     | 23.25     | 25.00     | 110.00 |
| 11                | 6   | 4                | Antoine Adelisse   | França         | 25.00     | 24.50     | 93.25     | 93.25  |
| 12                | 3   | 12               | Birk Ruud          | Noruega        | DNS       | DNS       | DNS       | DNS    |

Legenda
| Recorde mundial       | Recorde mundial (World record)               |                       | Recorde africano                      | Recorde africano (African) |                                           | Q | Classificado por posição (Qualified) |
| Recorde do campeonato | Recorde do campeonato (Championship record)  | Recorde da América    | Recorde da América (Americas)         | q                          | Classificado por melhor tempo (Qualified) |   |                                      |
| Melhor marca do ano   | Melhor marca do ano (World leading)          | Recorde asiático      | Recorde asiático (Asian)              | DNS                        | Não largou (Did not start)                |   |                                      |
| Recorde nacional      | Recorde nacional (National record)           | Recorde europeu       | Recorde europeu (European)            | DNF                        | Não terminou (Did not finish)             |   |                                      |
| Recorde pessoal       | Recorde pessoal do atleta (Personal best)    | Recorde da Oceania    | Recorde da Oceania (Oceania)          | DSQ / DQ                   | Desclassificado (Disqualified)            |   |                                      |
| Recorde da temporada  | Recorde da temporada do atleta (Season best) | Recorde sul-americano | Recorde sul-americano (South America) | NM                         | Sem marca (No mark)                       |   |                                      |